# Liste der Kulturdenkmale in Wiedemar

Wappen von Wiedemar

In der Liste der Kulturdenkmale in Wiedemar sind die Kulturdenkmale der sächsischen Gemeinde Wiedemar verzeichnet, die bis Oktober 2020 vom Landesamt für Denkmalpflege Sachsen erfasst wurden (ohne archäologische Kulturdenkmale). Die Anmerkungen sind zu beachten.
Diese Aufzählung ist eine Teilmenge der Liste der Kulturdenkmale im Landkreis Nordsachsen.

## Wiedemar
| Bild                                    | Bezeichnung | Lage                                     | Datierung                                                       | Beschreibung | ID       |
| --------------------------------------- | --- | ---------------------------------------- | --------------------------------------------------------------- | --- | -------- |
|                                         | Wohnhaus eines Bauernhofes, heute Kindergarten                                                                                 | Am Strengbach 1 (Karte)                  | Um 1895                                                         | Qualitätvoller, reich gestalteter und gegliederter Klinkerbau, Teil eines Großbauernhofes, von ortshistorischer und baugeschichtlicher Bedeutung. Zweigeschossiger Klinkerbau mit flachem Walmdach, freistehender markanter siebenachsiger Kubus auf Porphyrgranitsockel als Polygonalmauerwerk mit Eckbossen aus Sandstein, im Erdgeschoss horizontale Bändergliederung, im Obergeschoss vertikale Pilastergliederung, hoher Drempelbereich mit Rundbogenfries, abgestuftes und reich dekoriertes Traufgesims mit floralem Fries, Eierstab und darüber Rosettenfries, Schmuckelemente farbig abgesetzt mit roten Klinkerformsteinen (Rahmungen und schmale Bänder und Medaillons mit Engelsfiguren), Anbauten aus den 50/60er Jahren, unsanierter Zustand. | 08972819 |
|                                         | Willy-Grübsch-Denkmal | Große Mittelstraße 4 (gegenüber) (Karte) | Um 1950                                                         | Zur Erinnerung an den antifaschistischen Widerstandskämpfer Willy Grübsch (1907–1944), von ortshistorischem Interesse. Konische Platte aus Kunststein mit eingesetztem dreieckigem Keil und herausgemeißelten Buchstaben „KZ“ über einem roten Dreieck, Granitsockel, Inschrift der Platte „Sein Kampf verpflichtet, geboren 1907, gestorben 1944 im KZ Sachsenhausen“, der Stein befindet sich vor zwei Koniferen innerhalb einer kleinen Grünanlage. | 08972814 |
| Weitere Bilder                          | Kirche (mit Ausstattung), Kirchhof mit Grabmal und Denkmal für die Gefallenen des Ersten Weltkrieges                           | Kirchgasse (Karte)                       | 1477 (Kirche); um 1800 (Grabmal); nach 1918 (Gefallenendenkmal) | Spätgotische Saalkirche mit stattlichem Querwestturm, baugeschichtlich, ortsbildprägend und ortshistorisch von Bedeutung. - Kirche (ehemals St. Katharinen genannt, nördliche Sakristei-Anbau früher auch Barbara-Kapelle genannt): einfache Saalkirche mit gleichbreitem Querwestturm, verputzter Bruchsteinbau mit gerade abschließendem Chor, gestreckten Rundbogenfenstern und hohem Walmdach - Grabmal: Sandstein, dreizoniger Aufbau, Sockel als Erdhügel mit Särgen, Mittelteil als Sarkophag mit Spruchband, oben konische Mauer mit ovalen Medaillonplatten (Schrift verwittert) von Girlanden umgeben, mittig Reliefplatte mit Glockendarstellung, Rückseite mit Medaillon und reliefierter Darstellung, Bekrönung fehlt - Kriegerdenkmal: hohe querrechteckige schmale Muschelkalkstele mit Dreieckgiebelaufsatz und Kugelbekrönung, Reliefschmuck mit Soldatenhelm, Eisernem Kreuz und Eichenlaubblättern, mittlere Inschrifttafel „Unseren gefallenen Helden zum ehrenden Gedächtnis gewidmet von der Gemeinde Wiedemar“ | 08972821 |
| Direkt Bild zu diesem Denkmal hochladen | Toranlage (mit Pforte) und angrenzende Hofmauer eines Bauernhofes                                                              | Kleines Dorf 14 (Karte)                  | 19. Jahrhundert                                                 | In Geschlossenheit, Höhe und Bedachung markante und straßenbildprägende Toranlage eines Bauerngehöftes, Lehmmauer, baugeschichtlich von Bedeutung. Toranlage mit Torbogen, Torpfeilern, Holztürflügeln und Überdachung, angrenzend Einfriedungsmauer aus Lehm auf Bruchsteinsockel in Außenwand der Lehmscheune übergehend. | 08972817 |
|                                         | Drei Seitengebäude, zwei Scheunen und Hofmauer mit Toranlage (und Pforte) sowie Hofpflasterung eines Bauernhofes (Gut Felgner) | Schulstraße 1 (Karte)                    | Bezeichnet mit 1863 (Seitengebäude); um 1900 (Scheune)          | Gutes Beispiel eines großen Bauernhofes, besonders aufgrund seiner qualitätvoll gegliederten und teilweise in Sandstein ausgeführten Stallgebäude bewahrenswert, straßenraumprägend und ortshistorisch von Bedeutung. - kleiner Stall: eingeschossig mit Drempel, Satteldach (Biberschwanzdeckung), Zwerchgiebel, Schleppgaube (später Taubenhaus), Klinker rot mit qualitätvoller Klinkergliederung in Form von Lisenen, Gesimsen, Segmentbogenfenster - großer Stall: eingeschossig mit Drempel, Satteldach (erneuert), Erdgeschoss polygonales Granitsteinmauerwerk mit Klinkergliederung (Fensterbögen und Gesimsbänder), Eckbetonung durch Pilaster aus Sandsteinquadern, abgetrepptes Zahnschnitttraufgesims, Tafel im Giebel „Wilhelm Felgner neu erbaut 1863“ - kleine Scheune im rechten Winkel an große Scheune anschließend: roter Klinker, Satteldach (Biberschwanzdeckung), Reste von Bruchsteinsockel und Lehmmauer gehen auf alte Scheune zurück, Rolltore, Vordach hofseitig - Einfriedung: roter Klinker, große Tordurchfahrt wird von zwei kleineren überdachten Durchgängen flankiert, Sandsteinsockel und Standsteinabdeckung - Wohnhaus (eventuell Denkmal): baulich verändert, Kubatur, Krüppelwalmdach und als strukturell wichtiger Teil der Anlage des Bauernhofes original - große Scheune (kein Denkmal): roter Klinker, Satteldach (Biberschwanzdeckung), an der Giebelseite Lisenen bis Firsthöhe, vergrößerte Fensteröffnungen im Giebel-Erdgeschoss, hofseitig Rolltore und großes Vordach, rückseitige Anbauten | 08972810 |
| Direkt Bild zu diesem Denkmal hochladen | Pfarrhaus mit Seitengebäude und Toreinfahrt des Pfarrhofes                                                                     | Schulstraße 9 (Karte)                    | Um 1800 (Seitengebäude); 1833 (Pfarrhaus)                       | Pfarrhaus regionaltypischer Putzbau mit Krüppelwalmdach, an zentraler ortsbildprägender Stelle (gegenüber der Kirche), von ortshistorischer und baugeschichtlicher Bedeutung. - Pfarrhaus: zweigeschossig, unter den kräftigen Giebelschultern stark hervortretende Ecklisenen, die ein hölzernes auskragendes Traufgesims tragen, Mittelrisalit mit originalem Portal und Fenstern im Obergeschoss, teilweise noch originale hölzerne Fenstergewände vorhanden - Seitengebäude: zweigeschossiger Putzbau mit Krüppelwalmdach, originale Fenster und Portal zur Straße - Einfriedung: verputzte Pfeiler und hölzernes Tor | 08972822 |
|                                         | Wohnhaus eines ehemaligen Vierseithofes                                                                                        | Schulstraße 15 (Karte)                   | Mitte 19. Jahrhundert                                           | In originaler Kubatur und Fassadengestaltung erhaltenes Gebäude, in straßenbildprägender Lage, baugeschichtlich von Bedeutung. Zweigeschossig, verputzt, Erdgeschoss Lehm, Krüppelwalmdach, Lisenengliederung original, abgestuftes Traufgesims, Gewände, Sockel, Gesims, Lisenen und Spiegel mit gelber Farbe abgesetzt, Fenster im Erdgeschoss und im Giebel original mit profiliertem Kämpfer und verzierter Strebe, 1993 saniert (bezeichnet), an Hauswand Kletterpflanzenwuchs. | 08972824 |
| Direkt Bild zu diesem Denkmal hochladen | Scheune eines Bauernhofes | Schulstraße 17 (Karte)                   | Bezeichnet mit 1871                                             | Lehmscheune, zum Teil Fachwerk, markanter und ortsbildprägender Bau, mit baugeschichtlicher Bedeutung. Massiver Lehmbau, Satteldach (teilweise neu) mit Fledermausgaube, große Scheunentore, Fachwerkgefache über den Toren mit Ziegel ausgefüllt, Giebel vollständig mit Ziegeln gemauert ebenso die abgestufte Traufe. | 08972823 |

## Doberstau
| Bild                                    | Bezeichnung                                          | Lage                               | Datierung                                                          | Beschreibung | ID       |
| --------------------------------------- | ---------------------------------------------------- | ---------------------------------- | ------------------------------------------------------------------ | --- | -------- |
| Direkt Bild zu diesem Denkmal hochladen | Scheune und Toranlage (mit Pforte) eines Bauernhofes | Hallesche Landstraße 8, 10 (Karte) | 19. Jahrhundert                                                    | In Lehmbauweise, stattliche und relativ ungestört erhaltene Bestandteile eines Gehöftes am Ortseingang, baugeschichtlich von Bedeutung. Wirtschaftsgebäude (Bruchsteinsockel, Lehm, Satteldach) in Lehmwellertechnik, bewegter Dachstuhl, einfache Biberschwanzdeckung, Toranlage (Lehm, verputzt). | 08972000 |
| Direkt Bild zu diesem Denkmal hochladen | Wohnhaus eines Bauernhofes                           | Hallesche Landstraße 24 (Karte)    | 18. Jahrhundert                                                    | Wohnhaus mit Putzfassade (Obergeschoss Fachwerk) und hohem Krüppelwalmdach, mit originalen Details erhaltener Bestandteil einer Hofanlage im Ortskern, baugeschichtliche und heimatgeschichtliche Bedeutung. Zwei Geschosse, Lehmbau, verputzt, sehr hohes Krüppelwalmdach, traufseitig vier kleine Fensterachsen, schöne gefelderte Haustür mit Oberlicht. | 08972001 |
| Direkt Bild zu diesem Denkmal hochladen | Wohnhaus und Seitengebäude eines Bauernhofes         | Zum Anger 10 (Karte)               | 18. Jahrhundert (Bauernhaus); Ende 19. Jahrhundert (Seitengebäude) | Wohnhaus mit Putzfassade (Obergeschoss Fachwerk) und Krüppelwalmdach, Stallgebäude gelbe Klinker mit Gliederung, die letzten nahezu ungestörten Bestandteile einer Hofanlage im Ortskern, baugeschichtliche und heimatgeschichtliche Bedeutung. Zwei Geschosse, Fledermausgaupen und Taubenlöcher, bewegter Dachstuhl, einfache Biberschwanzdeckung, Lage traufseitig im Hof, klassizistische profilierte aufgeputzte Fensterfaschen im Obergeschoss, Glattputz, schöne gefelderte Haustür mit Oberlicht, Fenster teilweise original. | 08971999 |

## Grebehna
| Bild                                    | Bezeichnung                                                 | Lage                              | Datierung                                                                                            | Beschreibung | ID       |
| --------------------------------------- | ----------------------------------------------------------- | --------------------------------- | --- | --- | -------- |
| Weitere Bilder                          | Kirche (mit Ausstattung), Kirchhof und Kirchhofseinfriedung | Am Rundling (Karte)               | Ende 12. Jahrhundert                                                                                 | Romanische Saalkirche mit eingezogenem Chor und Apsis sowie eingezogenem Westturm, architekturhistorische und ortshistorische Bedeutung. - Kirche: kleine romanische Saalkirche, verputzter Bruchsteinbau mit leicht eingezogenem Chor und Apsis, im Norden Portalvorhalle, Sandsteinportal mit reliefiertem Tympanon, Satteldächer (Biberschwanzdeckung), Dachreiter mit Pyramidendach, Restaurierung 1980 - Einfriedung: verputzter Ziegel | 08972610 |
| Direkt Bild zu diesem Denkmal hochladen | Seitengebäude und Toranlage (mit Pforte) eines Bauernhofes  | Am Rundling 3 (Karte)             | Bezeichnet mit 1864                                                                                  | Ortsbildprägender Ziegelbau mit schön gestaltetem Giebel, baugeschichtlich von Bedeutung | 09305697 |
| Direkt Bild zu diesem Denkmal hochladen | Wohnhaus (mit Anbau) und Seitengebäude eines Bauernhofes    | Am Rundling 5 (Karte)             | Bezeichnet mit 1833 (Bauernhaus); bezeichnet mit 1867 (Scheune); bezeichnet mit 1913 (Seitengebäude) | Geschlossen erhaltene, regionaltypische Hofanlage, Bauernhaus in Lehmbauweise mit zweifarbigem Klinkeranbau, Seitengebäude und Scheune mit aufwendig gestalteten Klinkerfassaden, baugeschichtlich und ortsentwicklungsgeschichtlich von Bedeutung. - Wohnhaus: zweigeschossiger Lehmbau mit rückwärtigem, zweifarbigem Klinkeranbau, originale Hauseingangstür bezeichnet mit 1833, Walmdach mit Schopf - Seitengebäude: lang gestreckter gelber Klinkerbau mit Gliederung durch rote Zierklinker, die südliche Giebelseite mit Lisenengliederung und Zickzackfries, original Fenstergrößen, mittige Ladeluke, Schiebetore, Satteldach - Scheune: großer roter Klinkerbau mit Lisenengliederung und Zahnschnittfries, originale segmentbogenförmige Holztore, Satteldach | 09305698 |
| Direkt Bild zu diesem Denkmal hochladen | Denkmal für die Gefallenen des Ersten Weltkrieges           | Angerstraße 2 (gegenüber) (Karte) | Nach 1918                                                                                            | Ortsgeschichtlich bedeutend. Pyramidenförmige, unregelmäßige Aufschichtung von Granitsteinblöcken, bekrönt von grob behauener Stele mit eisernem Kreuz, beschriftet mit den Namen der Gefallenen und eingemeißeltem Eichenlaub, in der Mitte der Anschichtung großer Steinblock mit Inschrift „Dem Gedächtnis ihrer im Weltkriege gebliebenen Helden. Die Gemeinde Grebehna. Durch Kampf zum Sieg, durch Nacht zum Licht“. | 08972602 |
| Direkt Bild zu diesem Denkmal hochladen | Wohnhaus eines Bauernhofes                                  | Radefelder Landstraße 6 (Karte)   | Anfang 19. Jahrhundert                                                                               | Eines der wenigen erhaltenen Lehmhäuser seiner Zeit, von ortshistorischem Interesse und baugeschichtlicher Bedeutung. - Bauernhaus: zweigeschossiger Bau, hohes Krüppelwalmdach, Lehm-Ziegelbau (teilweise ein Meter dicker Lehm), Bruchsteinsockel, Obergeschoss hölzerne Fenstergewände (verputzt), Gebäude verputzt mit alter Putzgliederung, geputzte Fensterfaschen, Sandsteinsohlbänke, alte Winterfenster, hölzerne Traufe, vermutlich teilweise Fachwerkobergeschoss, im Erdgeschoss teilweise Segmentbogenfenster (vermutlich alter Gasthof) - altes Hofpflaster - Anbau (kein Denkmal): hofseitig, Fenster teilweise verändert, unbewohnt - Stallscheune (kein Denkmal): bezeichnet mit 1912 | 08972612 |
| Direkt Bild zu diesem Denkmal hochladen | Wohnhaus                                                    | Radefelder Landstraße 13 (Karte)  | Um 1930                                                                                              | Klinkerbau mit Klinkergliederung, zeittypisches Gebäude der 1920er/1930er Jahre, von architekturhistorischem Interesse. Zweigeschossiger, dreiachsiger Bau mit Walmdach, einfache Biberschwanzdeckung mit Fledermausgauben, roter Klinker mit Klinkergliederung, abgetrepptes Traufgesims, neue Fenster. | 08972611 |
| Weitere Bilder                          | Postmeilensäule                                             | Zwochauer Straße (Karte)          | Bezeichnet mit 1722                                                                                  | Kursächsische Postmeilensäule (Sachgesamtheit); versetzter und restaurierter Viertelmeilenstein der ehemaligen Landstraße Leipzig–Landsberg, zwischen Radefeld und Grebehna aus Kelbraer Sandstein, Zeugnis historischer Straßenleitsysteme von verkehrsgeschichtlicher Bedeutung. Viertelmeilenstein, ursprünglich aus rotem Nebraer Sandstein, stand ursprünglich an der Landstraße Leipzig–Landsberg bei Kilometer 11,9 zwischen Radefeld und Grebehna und gehörte zur Hauptverbindungsstrecke Leipzig–Hamburg. Sie weist die Inschriften „A.R“, „1722“ und das Posthornzeichen sowie (ungewöhnlicherweise) beidseitig die Reihennummer „5“ auf. Gezählt wurde von Leipzig aus. Stein 1925 zerstört, folgend durch Mitglieder des Landesvereins „Sächsischer Heimatschutz“ wieder zusammengesetzt und wiederaufgebaut. Später nochmalige Zerstörung des Steins, 1977 Wiederaufbau und Restaurierung des Steins durch Steinmetzmeister Franz mit neuem Kopfstück aus Kelbraer Sandstein. Das Fundament besteht aus Rochlitzer Porphyrtuff. Bekrönung fehlt. | 08972603 |
| Weitere Bilder                          | Rest einer Postmeilensäule                                  | Zwochauer Straße (Karte)          | Bezeichnet mit 1722                                                                                  | Versetzte Halbmeilensäule der Wegkreuzung Klitschmar–Sietzsch an der ehemaligen Landstraße Leipzig–Landsberg aus Kelbraer Sandstein, verkehrsgeschichtlich bedeutendes Zeugnis historischer Straßenleitsysteme. Es handelt sich um den Torso des Schafts der Halbmeilensäule mit der Nummer 8, bezeichnet mit der Jahreszahl 1722 und Posthornzeichen, der ursprünglich ehemaligen Landstraße Leipzig – Landsberg, die die Wegkreuzung Klitschmar – Sietzsch markierte. Das Reststück ist aus rotem Kelbraer Sandstein gefertigt und 1,20 m hoch. 1974 wurde die am originalen Standort vergrabene Säule entdeckt und 1977 durch Steinmetzmeister Franz (Leipzig) restauriert. Anschließend stellte die Gemeinde die Säule in die Grünanlage im Ortskern auf. | 09304874 |

## Klitschmar
| Bild                                    | Bezeichnung | Lage                                  | Datierung            | Beschreibung | ID       |
| --------------------------------------- | --- | ------------------------------------- | -------------------- | --- | -------- |
|                                         | Empfangsgebäude (Nr. 8) eines Bahnhofes, mit angebautem Güterschuppen, Nebengebäude und daran anschließendem Eisenbahnerwohnhaus (Nr. 6) sowie Toilettenhäuschen | Am Bahnhof 6, 8 (Karte)               | 1872                 | Geschlossen erhaltener Bahnhof an der Eisenbahnlinie Halle (Saale) Hbf–Falkenberg (Elster)–Guben (Streckennummer 6345), Empfangsgebäude in seltener Fachwerkbauweise, Wohnhaus Ziegelgebäude, baugeschichtliches Zeugnis der verkehrstechnischen Entwicklung des Ortes von hervorragender gestalterischer Qualität mit weitgehend originaler Bausubstanz. - Empfangsgebäude: eingeschossiger Flachbau mit Satteldach im Schweizer Stil, Fachwerkbauweise mit dunkelroter Klinkerausfachung und großen Andreaskreuzen, original sind Fenster mit Sprossung, Türen und eiserne genietete Rolltore, Reste der Schieferung an Kanten und Gesimsbalken erhalten, Brandschutztür im Osten für Luftschutzraum original (Fortis GmbH Berlin) - Nebengebäude: zweigeschossig mit flachem Satteldach, Klinkerbauweise im Kreuzverband, abgestufte Gesimse, Fensterabschluss segmentbogenförmig, obere Lukentüren original - Wohnhaus: zweigeschossig, Satteldach, Klinkerbauweise, verputzt (teilweise unverputzt, Sichtklinker), Stufengiebelfries, abgestuftes, verkröpftes Gurtgesims, Eckpilaster, Segmentbogenfenster mit Resten einer geputzten Segmentbogenverdachung - Toilettenhäuschen: kleiner Bau mit getrennten Eingängen für Damen und Herren (beschriftet) in originalem Zustand, Dach neu, seitliche Fenster teilweise zugemauert | 08972795 |
| Direkt Bild zu diesem Denkmal hochladen | Ehemaliges Gasthaus mit Saalanbau | Delitzscher Straße 3 (Karte)          | Um 1800 und später   | Charakteristischer Baukörper der Siedlungsstruktur mit ortshistorischer und baugeschichtlicher Bedeutung. - Hakenhaus: zweigeschossig, verputzt, Krüppelwalmdach, Erdgeschoss vermutlich Lehm, Obergeschoss Fachwerk, hölzerne Fenstergewände im Obergeschoss, im Giebel originale Fenster, Segmentbogentür - Anbau: in Klinkerbauweise, Krüppelwalmdach, ehem. Mezzaninfenster zugemauert, Sockel verputzt, ebenso Rückseite zugesetzt, Zustand verfallen, leerstehend, Anbau später | 08972801 |
| Direkt Bild zu diesem Denkmal hochladen | Transformatorenturm | Delitzscher Straße 13 (neben) (Karte) | Um 1920              | Zeugnis der Elektrifizierung, versorgungs- und technikgeschichtlich bedeutsamer Baukörper in markanter Lage. Klinkersockel, verputzte Wandflächen, geschweiftes Pyramidendach (neu gedeckt) mit weitem Dachüberstand, über Tür Vordach auf abgestuften Konsolen. | 08972794 |
| Direkt Bild zu diesem Denkmal hochladen | Wohnhaus und Einfriedung mit Toranlage eines Bauernhofes | Grünstraße 21 (Karte)                 | Ende 19. Jahrhundert | Klinkerbauweise in qualitätvoller Ausführung mit markanter voluminöser Kubatur von ortsbildprägendem Charakter, baugeschichtlich von Bedeutung. Zweigeschossig, auf hohem polygonalem Bruchsteinsockel, Satteldach, hofseitig mit Gauben in Kupferblechverkleidung, gelbe Klinkerfassade mit dunkelroten Klinkerbändern gestalterisch akzentuiert, plastisch hervortretende, mehrfach gegliederte und reich profilierte Gesimse (Kaffgesims, Gurtgesims, Gurtgesims mit Sägezahnfries und Zahnschnittfries, Traufgesims als hohes Konsolgesims), Fenster mit Birnstab im Gewände, Segmentbogenabschluss und linearen Verdachungen. Sehr gut saniert, liegende Fenster im Dach, neue Fenster, Hofseite mit originalem Vorhaus aus Holz und Glas, Einfriedung in Resten (Bruchsteinsockel) original, eisernes Gittertor neu, ebenso Mauer. | 08972793 |
| Direkt Bild zu diesem Denkmal hochladen | Denkmal für die Gefallenen des Ersten Weltkrieges | Kleine Mittelstraße 12 (vor) (Karte)  | Nach 1918            | Ortsgeschichtlich bedeutend. Glatter konischer Granitpfeiler auf grob behauenem dreistufigem Sockel mit eingeschlagenen Inschriften (allseitig), Frontseite „Es starben im Weltkriege den Heldentod aus der Gemeinde Klitzschmar ...“, beidseitig Aufreihung der Namen, rückseitig „Wo ihr auch schlummert nach Gottes Rat, künftiger Ernte blutige Saat, nimmer vergessen im deutschen Land, ruhet in Frieden Gottes Hand“, Abschluss mit umlaufendem Lorbeerrelief und allseitig aus quadratischem Würfel herausgearbeitetem Eisernen Kreuz. | 08972800 |
|                                         | Kirche mit Ausstattung | Zur Kirchgasse (Karte)                | 1593, im Kern älter  | Romanische Saalkirche mit geradem Chorabschluss und Dachreiter, von siedlungshistorischer und ortsgeschichtlicher Bedeutung; verputzter Feldsteinbau, neu saniert | 08972799 |

## Kölsa
| Bild                                    | Bezeichnung | Lage                               | Datierung | Beschreibung | ID       |
| --------------------------------------- | --- | ---------------------------------- | --- | --- | -------- |
| Direkt Bild zu diesem Denkmal hochladen | Seitengebäude und Toranlage (mit Pforte) eines Bauernhofes                                                                          | Am Anger 4 (Karte)                 | Ende 1920er Jahre | Baugeschichtliche Bedeutung aufgrund geometrisierender Gestaltung im Stil der Neuen Sachlichkeit. Gelber Klinker mit geometrischer Gliederung durch Eckpilaster, Lisenen, Gesimse und Dreieckformen, originale Fenster, Speicherluke (neu verschiefert), Satteldach mit Biberschwanzdeckung, gut erhalten. Einfriedung in Form von Pfeilern und Torbogen, gelber Klinker mit roter Gliederung. | 08972804 |
| Direkt Bild zu diesem Denkmal hochladen | Wohnhaus und Scheune eines Bauernhofes                                                                                              | Am Anger 10 (Karte)                | Um 1800 (Bauernhaus); 2. Hälfte 19. Jahrhundert (Scheune) | Massives Lehmhaus einer kleinbäuerlichen Hofanlage, zur ursprünglichen Bebauung des Ortes gehörend, ortshistorisch und baugeschichtlich bedeutend. - Bauernhaus: massiv Lehm, an der Rückseite Frackdach, verputzt, Fenster mit Stichbögen und Holzgewänden, Krüppelwalmdach - Scheune: massiv Lehm, Giebel in Ziegel, Satteldach mit Fledermausgauben, Dach saniert, Türöffnungen teilweise vergrößert | 08972802 |
| Direkt Bild zu diesem Denkmal hochladen | Transformatorenturm | Kleines Ende (Karte)               | 1920er Jahre | Außergewöhnlich hoher Baukörper, Zeugnis der regionalen Elektrifizierung, versorgungs- und technikgeschichtliche und ortsbildprägende Bedeutung. Sehr hoher, nach oben verjüngender Turm, verputzt, Sockel und Türgewände in roten Klinkern, Lichtöffnung in Glasziegelstein, Satteldach in gelbem Biberschwanz, (originale Isolatoren). | 08972806 |
| Direkt Bild zu diesem Denkmal hochladen | Tür eines Wohnhauses | Kleines Ende 15 (Karte)            | Bezeichnet mit 1850 | Ältere Tür in einem jüngeren, um 1900 erbauten Wohnhaus, zeittypische qualitätvolle Tür, als letzte im Ort erhaltenswert, kunsthandwerkliche Bedeutung | 08974331 |
| Direkt Bild zu diesem Denkmal hochladen | Wohnhaus (Nr. 21), winkelförmige Scheune, zwei daran angebaute Seitengebäude (Nr. 21a) und Toranlage (mit Pforte) eines Bauernhofes | Landsberger Straße 21, 21a (Karte) | Anfang 19. Jahrhundert, später erweitert (Bauernhaus); Ende 19. Jahrhundert (Scheune)                                                                                         | Zum größten Bauernhof von Kölsa gehörendes Bauernhaus mit verputztem Fachwerk-Obergeschoss, Wirtschaftsbauten in Ziegelbauweise, weitgehend original erhalten, ortsgeschichtliche und bauhistorische Bedeutung, ortsbildprägend. - Bauernhaus: zweigeschossig, verputzt, Krüppelwalmdach, Erdgeschoss vermutlich Lehm, Obergeschoss Fachwerk, Fenster teilweise original erhalten, im Erdgeschoss mit Segmentbogenfenster, Portal mit originalem Dreieckgiebel, Tür und Türöffnung verändert, Anbau vom Ende des 19. Jahrhunderts - Scheune: Bruchsteinsockel, roter Klinker, Satteldach, Gliederung durch Lisenen, Zahnschnittfriese in weißem Klinker, Treppenfries im Giebel, Gesimsband aus schräggestellten weißen Klinkern, Dach neu - zweite Scheune: nimmt Gliederung der 1. Scheune auf, hofseitig mit großen Toreinfahrten in Bogenkonstruktion, Torpfeiler aus gelbem Klinker mit roter Klinkergliederung | 08972803 |
| Weitere Bilder                          | Kirche (mit Ausstattung) sowie Kirchhofs-Einfriedung und Kirchhofstor                                                               | Lissaer Straße (Karte)             | Im Kern 12./13. Jahrhundert (Kirchturm); um 1500 (Sakramentsnische mit Malerei); bezeichnet mit 1522 (Kirche); bezeichnet mit 1529, im Innern (Kirche); um 1680 (Altaraufbau) | Im Kern romanische Kirche mit rundem Turm, spätgotisch überformt (Saal mit polygonalem Chorabschluss), architekturgeschichtlich und ortshistorisch bedeutend. - Kirche: einschiffige Kirche, der elliptische Turm wahrscheinlich 12. Jahrhundert, Bruchstein- und Backsteinbau mit eingezogenem 5/8-Chor, Streberpfeilern und Spitzbogenfenstern im Süden und Osten, an der Nordseite spätgotische Sakristei sowie Portalvorhalle von 1776, Turmerdgeschoss mit Kreuzgratgewölbe, zum Schiff mit Netzgewölbe geöffnet, die Rippenanfänger zum Teil mit Wappen geschmückt, am Außenchor Buntsandsteingrabplatte (Todesdatum 1856), verwittert, von der Gattin des Schulmeisters Branst, außen Turm neu verputzt, Dach neu, Schiff verwittert, innen originale Eichentür, Zustand sanierungsbedürftig - Einfriedung: Klinker, rot auf Bruchsteinsockel                                                                 | 08972808 |
| Direkt Bild zu diesem Denkmal hochladen | Ehemaliges Pfarrhaus, mit Einfriedung und Pforte zum Pfarrhof                                                                       | Lissaer Straße 4 (Karte)           | Um 1800 und später | In markanter Ecklage befindlicher Winkelbau, von ortsgeschichtlicher und baugeschichtlicher Bedeutung. - Winkelbau: Erdgeschoss Lehm, Obergeschoss teilweise Fachwerk, verputzt, originale Haustür mit Holzgewände, Fenster im Erdgeschoss mit Sandsteingewänden und Fensterläden, im Obergeschoss teilweise neue Fenster, Krüppelwalmdach mit Fledermausgaube, teilweise unterkellert (zwei Tonnen) - Ausstattung: originales Treppengeländer und originale Türen, teilweise mit Oberlicht - Einfriedung: rote Backsteinpfeiler mit Sandsteinplatten, Pforte - Scheune (vor 2014 abgebrochen): Lehm, Krüppelwalmdach, Anbau in Fachwerk mit Ziegelausfachung, Tore original - Toreinfahrt vor 2014 in anderer Form erneuert, daher als Abbruch verzeichnet | 08972805 |
| Direkt Bild zu diesem Denkmal hochladen | Seitengebäude eines ehemaligen Dreiseithofes                                                                                        | Lissaer Straße 10 (Karte)          | Ende 19. Jahrhundert | Der gründerzeitliche Sichtgiebel ist von straßenbildprägender Wirkung, baugeschichtlich von Bedeutung. Gelber Klinkerbau mit Satteldach und Bruchsteinsockel aus Quadern, Fassadengestaltung in rotem Klinker in Form von Gesimsen, Ecklisenen, Segmentbogenfenstern, unsaniert, neues Dach, Dachbekrönungen fehlen, neue Fenster. | 08972788 |
| Direkt Bild zu diesem Denkmal hochladen | Seitengebäude sowie Pforte, Einfriedung und Toreinfahrt eines Dreiseithofes                                                         | Lissaer Straße 12, 12a (Karte)     | Ende 19. Jahrhundert | Regionaltypischer Klinkerbau, durch seine qualitätvolle Giebelgestaltung mit Treppenfries von straßenbildprägender Wirkung, heimatgeschichtliche und baugeschichtliche Bedeutung | 08972787 |
| Direkt Bild zu diesem Denkmal hochladen | Wohnhaus und Einfriedung, Pforte und Toreinfahrt                                                                                    | Lissaer Straße 16 (Karte)          | 2. Hälfte 19. Jahrhundert, später überformt | Von ortsbildprägender Wirkung und architekturhistorischem Interesse. - Wohnhaus: zweigeschossig, vierachsig, mit Krüppelwalmdach in Biberschwanzdeckung, Sockel im Wechsel aus Bruchstein und Ziegel, Fenstergewände geputzt in Rippenstruktur, grünlicher Edelputz auf der Straßenseite, unsaniert, teilweise originale Fenster, an der Rückseite hölzernes Treppenvorhaus - Einfriedung: massive verputzte Ziegelpfosten, teilweise mit Bekrönung, Tor mit Bogen, aufgesetzte Putzspiegel und geputzter Schlussstein | 08972807 |

## Kyhna
| Bild                                    | Bezeichnung                                                                  | Lage                                      | Datierung                                                    | Beschreibung | ID       |
| --------------------------------------- | ---------------------------------------------------------------------------- | ----------------------------------------- | ------------------------------------------------------------ | --- | -------- |
| Direkt Bild zu diesem Denkmal hochladen | Wohnhaus, mit Vorgarten und Einfriedung                                      | Am Bach 2 (Karte)                         | Um 1900                                                      | Ansprechend gestalteter, gründerzeitlicher Klinkerbau am Ortseingang, baugeschichtlich von Bedeutung. Ein Geschoss, vier Achsen, zweiachsiger Risalit mit Dreiecksgiebel und Außengespärre, zwei Dachfenster, schlichte Klinkergliederung, Satteldach. | 08972067 |
| Direkt Bild zu diesem Denkmal hochladen | Transformatorenturm                                                          | Bahnhofstraße 1 (bei) (Karte)             | Um 1920                                                      | Zeugnis der Elektrifizierung, versorgungs- und technikgeschichtlich von Bedeutung. Quadratischer Grundriss, nach oben verjüngend, Klinkersockel, geschweiftes Pyramidendach (neu gedeckt) mit weitem Dachüberstand und mit Wetterfahne, Dachgesims. | 09305699 |
| Direkt Bild zu diesem Denkmal hochladen | Toranlage und Hofmauer eines Bauernhofes                                     | Im Winkel 3 (Karte)                       | Ende 19. Jahrhundert                                         | Alte Ortslage Kleinkyhna, aufwendig gestaltete und ortsbildprägende Toranlage, baugeschichtlich von Bedeutung. Bruchsteinsockel, darauf Klinker mit Gliederung, Tor und Personeneingang mit schmiedeeisernem Tor, alte Haus-Nummer 20. Altes Wohnhaus wohl Fachwerkbau, zwei Geschosse, Krüppelwalmdach, Giebel Ziegelmauerwerk. | 08972059 |
| Direkt Bild zu diesem Denkmal hochladen | Wohnhaus und Seitengebäude eines Bauernhofes                                 | Im Winkel 4 (Karte)                       | Ende 19. Jahrhundert                                         | Alte Ortslage Kleinkyhna, Wohnhaus Klinkerbau mit Satteldach, Bestandteil einer ehemals ausgesprochen repräsentativ gestalteten Hofanlage im Ortskern, baugeschichtlich von Bedeutung. Zwei Geschosse, dreiachsiger Mittelrisalit mit Dreiecksgiebel, drei Rundbogenfenster, baulich verändert. | 08972060 |
| Direkt Bild zu diesem Denkmal hochladen | Toranlage eines Bauernhofes                                                  | Im Winkel 6 (Karte)                       | Ende 19. Jahrhundert                                         | Alte Ortslage Kleinkyhna, ortsbildprägender Bestandteile eines Hofes im Ortskern, baugeschichtlich von Bedeutung. - Toranlage: bestehend aus drei Pfeilern, gelbe Klinker mit Gliederung und Formziegeln - Wohnhaus (vor 2014 abgebrochen): zwei Geschosse, Lehm-Erdgeschoss, Ziegel-Obergeschoss, schlichte Gesimsgliederung, fast alle Fenster neu, Wellblechdach | 08972062 |
| Direkt Bild zu diesem Denkmal hochladen | Wohnhaus und Toranlage (mit Tor) eines Bauernhofes                           | Im Winkel 7 (Karte)                       | Ende 19. Jahrhundert                                         | Alte Ortslage Kleinkyhna, Wohnhaus mit Putzfassade und Satteldach, ortsbildprägende Bestandteile eines Hofes im Ortskern, baugeschichtlich von Bedeutung. - Wohnhaus: zwei Geschosse, vermutlich Fachwerkbau, Fenster neu, Dachstuhl alt, Dachdeckung erneuert - Scheune: Lehm, wohl eher schlechter Zustand, Toranlage mit drei Torpfeilern, Klinker mit Gliederung und Formziegel | 08972061 |
|                                         | Kirche (mit Ausstattung)                                                     | Kirchring (Karte)                         | 13. Jahrhundert (Kirche); Umbau bezeichnet mit 1578 (Kirche) | Saalkirche mit polygonalem Chor und kräftigem Westturm, baugeschichtlich, ortsbildprägend und ortsgeschichtlich von Bedeutung; an Außenwand Portal aus Sandstein bezeichnet mit 1578 | 08972054 |
| Direkt Bild zu diesem Denkmal hochladen | Häuslerhaus und Seitengebäude eines Häusleranwesens                          | Kirchring 9 (Karte)                       | 18. Jahrhundert                                              | Wohnhaus mit Putzfassade und Krüppelwalmdach, Seitengebäude Lehmbau mit Satteldach, relativ ungestört erhaltene Lehmbauten in unmittelbarer Nähe zum Kirchhof, baugeschichtlich von Bedeutung. Ein Geschoss, Lehmbau, bewegter Dachstuhl, Fenster neu, aber originale Größe beibehalten, Nebengebäude mit Satteldach, zwei Fledermausgaupen. | 08972056 |
| Direkt Bild zu diesem Denkmal hochladen | Pfarrhaus, Seitengebäude, Einfriedungsmauer und Toreinfahrt eines Pfarrhofes | Kirchring 13 (Karte)                      | 18. Jahrhundert                                              | Pfarrhaus mit Putzfassade und Krüppelwalmdach, Seitengebäude verputzter Lehmbau, Einfriedung als Lehmmauer, Toreinfahrt in Bruchstein und Ziegel, nahezu ungestört erhaltene Anlage, von ortsgeschichtlicher Bedeutung. - Pfarrhaus: zwei Geschosse, vermutlich Lehmbau, schöne alte Haustür mit Oberlicht und Klinke, alle Fenster alt, Dachstuhl alt, Dachdeckung aus neuerer Zeit - Seitengebäude: eingeschossiger Lehmbau mit Krüppelwalmdach, einfache Biberschwanzdeckung, kein Fenster zur Straße, weit vorkragende Traufe | 08972053 |
| Direkt Bild zu diesem Denkmal hochladen | Seitengebäude eines Bauernhofes                                              | Kirchring 16, 18 (Karte)                  | Um 1890                                                      | Verputzter Lehmbau, giebelständig zur Straße, der letzte nahezu unverändert erhaltene Bestandteil einer Hofanlage im Ortskern, baugeschichtlich von Bedeutung. - Stall: massiver Lehmbau, rückseitig ein altes Fenster, ansonsten Dach neu, weit vorkragende Traufe - Wohnhaus und Rest kein Denkmal | 08972050 |
|                                         | Wohnhaus eines Bauernhofes, mit Vorgarten und Einfriedung                    | Kirchring 20 (Karte)                      | Um 1890                                                      | Stattlicher Klinkerbau in neogotischen Formen im Ortskern, ortsbildprägend und baugeschichtlich von Bedeutung. - Wohnhaus: zwei Geschosse, roter Klinkersockel, ansonsten gelbe Klinker mit Gliederung durch rote Klinker und Putzgliederung, sieben Achsen, Risalit mit Staffelgiebel, darin eiserner Maueranker (verziert), teilweise Spitzbogenfenster, alle Fenster neu - Stall (vor 2014 abgebrochen): Bruchsteinsockel, rote Klinker mit Gliederung | 08972049 |
| Direkt Bild zu diesem Denkmal hochladen | Wohnhaus, ehemalige Schule                                                   | Kirchring 28 (Karte)                      | 1843                                                         | Eingeschossiger Putzbau mit Krüppelwalmdach, relativ ungestört erhaltener Lehmbau im Ortskern, als ehemalige Schule von ortsgeschichtlicher Bedeutung. Giebelständig, vermutlich Lehmbau, Fenster neu, Haustür und Oberlicht alt, Giebel mit Ziegel vermauert, alter Dachstuhl rückwärtig, ein Schleppgaupe, mit Sandsteinstufen vor dem Eingang. | 08972047 |
| Direkt Bild zu diesem Denkmal hochladen | Wohnhaus und zwei Seitengebäude eines Bauernhofes                            | Kirchring 30 (Karte)                      | 19. Jahrhundert (Bauernhaus); um 1890 (Seitengebäude)        | Wohnhaus Putzfassade mit Krüppelwalmdach, im Innern bemerkenswerte Holzbalkendecke, Seitengebäude rote Klinkerbauten, gut erhaltene Bestandteile einer Hofanlage im alten Ortskern, baugeschichtlich von Bedeutung. - Wohnhaus: zwei Geschosse, vermutlich Lehm, saniert, Eindruck relativ ungestört (bis auf die Fenster), gut instandgesetzte Holzbalkendecke mit gestalteter Einschubverbretterung, vermutlich 1. Hälfte 19. Jahrhundert - Seitengebäude rote Ziegelbauten mit alten Fenstern und Türen | 08972046 |
| Direkt Bild zu diesem Denkmal hochladen | Brücke zum Kirchhof                                                          | Kyhnaer Hauptstraße 3 (bei) (Karte)       | 19. Jahrhundert                                              | Naturstein-Bogenbrücke, baugeschichtlich von Bedeutung, Ziegelmauerwerk aus jüngerer Zeit | 08972055 |
| Direkt Bild zu diesem Denkmal hochladen | Denkmal für die Gefallenen des Ersten Weltkrieges                            | Kyhnaer Hauptstraße 4 (gegenüber) (Karte) | Nach 1918                                                    | Ortsgeschichtlich von Bedeutung; Natursteinsockel auf kleinem Bruchsteinhügel mit Adler (Bronze zurzeit nur mit einem Flügel) und eisernem Kreuz | 08972044 |
| Direkt Bild zu diesem Denkmal hochladen | Einfriedungsmauer eines Grundstückes                                         | Rundweg 1 (Karte)                         | Ende 19. Jahrhundert                                         | Alte Ortslage Kleinkyhna, Mauer in Lehmwellertechnik auf Bruchsteinsockel und mit Biberschwanzdeckung, in Ecklage zur Schmiede, baugeschichtlich von Bedeutung | 08972065 |
| Direkt Bild zu diesem Denkmal hochladen | Seitengebäude sowie Einfriedung und Toranlage eines Bauernhofes              | Rundweg 2 (Karte)                         | Ende 19. Jahrhundert                                         | Alte Ortslage Kleinkyhna, Stallgebäude als Lehmbau, letzter relativ ungestört erhaltener Bestandteil einer Hofanlage in Lehmwellertechnik, baugeschichtlich von Bedeutung. - Stall: Bruchsteinsockel, Lehmwellerbau, Satteldach mit bewegtem Dachstuhl, Biberschwanzdeckung - Wohnhaus: aufgrund der Fenstereinbauten zum Hof hin eher kein Denkmal | 08972063 |
| Direkt Bild zu diesem Denkmal hochladen | Wohnhaus mit angebautem Seitengebäude eines Bauernhofes                      | Rundweg 3 (Karte)                         | Um 1800                                                      | Alte Ortslage Kleinkyhna, Putzfassade mit Krüppelwalmdach, Lehmbauten, die letzten nahezu ungestört erhaltenen Bestandteile eines Gehöftes im Ortskern, baugeschichtlich von Bedeutung. - Wohnhaus: Zwei Geschosse, Lehm- oder Fachwerkbau, kleine Fenster, Krüppelwalmdach, sehr dicke Wände, Rundbogenfenster im Erdgeschoss - Stall: verputzt, niedriger | 08972064 |
| Direkt Bild zu diesem Denkmal hochladen | Wohnhaus, Seitengebäude und Scheune eines Mühlenanwesens (Mühlgut Kyhna)     | Windmühlenweg 1 (Karte)                   | 19. Jahrhundert                                              | Wohnhaus mit Putzfassade und Krüppelwalmdach, relativ ungestört erhaltenes Gehöft in unmittelbarer Nähe zu der erhaltenen Windmühle, ortsgeschichtlich von Bedeutung. - Wohnhaus: zwei Geschosse, verputzter Fachwerkbau, Fenster erneuert, Größe jedoch unverändert, Dach neu - stattliche Scheune: mit großem Tor, Satteldach, Biberschwanzdeckung - Stall: verputzt | 08972058 |
| Weitere Bilder                          | Paltrockwindmühle (mit technischer Ausstattung), ehemalige Bockwindmühle     | Windmühlenweg 1 (Karte)                   | Bezeichnet mit 1825                                          | 2004/2005 von Bockwindmühle zur Paltrockwindmühle umgebaut und damit jüngste dieser Art in Deutschlands, technikgeschichtliche Bedeutung. Paltrockwindmühle mit (Halb-)Jalousienflügeln und doppeltem Kammrad, windgängig, Inschrifttafel am Mehlbalken „Diese Mühle ist Neuangeleget und Gebauet von dem Guthsbesitzer Johann Gottlieb Dorn aus KleinKyhna im Jahr 1825. Der Baumst. war Gottlieb Götze aus Röitsch bey Lobnitz. Der Herr beschütze diesen Bau und Segne die Bewohner desselben.“ 1825 errichtet, 1928 Einbau Walzenstuhl, 1931 Einbau Mischmaschine, bis 1932 Betrieb ausschließlich mit Windkraft, 1932 Einbau eines Dieselmotors, 1955 Einstellung Mahlbetrieb, bis 1984 Schroten in der Mühle, Eigentümer Müllerfamilie Dorn, ab 1990 Restaurierung der Mühle, ab 1991 Wernicke, 2002 Sturmschaden - Flügel abgebrochen, Bockwindmühle wurde 2004/2005 durch den Besitzer Wernike zur Paltrockmühle umgebaut, Ausbau des Bockes von 1825 (Schauanlage), Ring der Paltrockwindmühle mit 60 Stahlrollen, Unterbau neu errichtet, 2008 Bau der Flügel. | 08972057 |

### Ehemaliges Denkmal Kyhna
| Bild                                    | Bezeichnung                                                         | Lage                 | Datierung                                             | Beschreibung | ID       |
| --------------------------------------- | ------------------------------------------------------------------- | -------------------- | ----------------------------------------------------- | --- | -------- |
| Direkt Bild zu diesem Denkmal hochladen | Wohnhaus, zwei Seitengebäude und Taubenhausrelikt eines Bauernhofes | Kirchring 12 (Karte) | Um 1750 (Bauernhaus); 19. Jahrhundert (Seitengebäude) | Wohnhaus Putzfassade mit Krüppelwalmdach, Seitengebäude zum Teil in Lehmbauweise, weitgehend ungestört erhaltenes Gehöft im Ortskern mit vielen original erhaltenen Details, baugeschichtlich bedeutsam. - Wohnhaus: Krüppelwalmdach, alter Dachstuhl, Biberschwanzdeckung, Fenster erneuert - Stall: massiver, langgestreckter Lehmbau, Giebel mit Ziegeln vermauert, Fledermausgaupen, alter Dachstuhl, Biberschwanzdeckung - Nebengebäude: giebelständig, eingeschossig, Biberschwanzdeckung, vermutlich auch Lehmbau, ein altes Fenster an Außenseite, gut erhaltene Holzdecke im Erdgeschoss, klassizistische Haustür und zwei Stubentüren, originale Treppe mit gesägten Sprossen Zwischen 2020 und 2024 aus der Denkmalliste gestrichen. | 08972051 |

## Lissa
| Bild                                    | Bezeichnung | Lage                                | Datierung | Beschreibung | ID       |
| --------------------------------------- | --- | ----------------------------------- | --- | --- | -------- |
|                                         | Herrenhaus (Nr. 1) und ehemaliges Wirtschaftsgebäude (Nr. 4/5) des Rittergutes Großlissa                                                                                                | Am Gutshof 1, 4, 5 (Karte)          | Um 1900 | Gutshaus ein zeittypischer gelber Klinkerbau mit Holzbalkon, Stallgebäude Bruchsteinbau mit Satteldach, ortsbildprägende Bestandteile der ehemaligen Gutsanlage, baugeschichtlich und ortsgeschichtlich von Bedeutung. - Herrenhaus: gelber Klinkerbau mit roten Verzierungen, reich gegliederte Dachlandschaft, repräsentative Eingangssituation, Bleiglasfenster mit Tiermotiven, zweiachsiger turmartiger Mittelrisalit, auskragender Balkon, schmiedeeiserne Treppengeländer, teilweise saniert, z. B. neues Dach - Stall: langgestreckter Bau mit Satteldach, einfache Biberschwanzdeckung, diverse Veränderungen, wirkt jedoch insgesamt relativ ungestört | 08972004 |
| Direkt Bild zu diesem Denkmal hochladen | Seitengebäude und Toreinfahrt eines Bauernhofes | Grabschützer Straße 9 (Karte)       | 19. Jahrhundert | Alte Ortslage Kleinlissa, Stallgebäude mit Bruchsteinsockel und Satteldach, Lehmwellerbau, Torpfeiler Bruchstein, relativ ungestört erhaltene Bestandteile eines Gehöftes in unmittelbarer Nähe zum Dorfteich, baugeschichtlich von Bedeutung. Giebel aus Ziegeln, alter Dachstuhl, einfache Biberschwanzdeckung. | 08972010 |
| Direkt Bild zu diesem Denkmal hochladen | Wohnhaus und zwei Seitengebäude eines Bauernhofes | Kattersnaundorfer Straße 3 (Karte)  | Um 1800 | Eingeschossiges Wohnhaus mit Putzfassade und Krüppelwalmdach mit Fledermausgaupen, traufständiges Seitengebäude an der Straße mit Klinkerfassade und Satteldach, nahezu ungestört erhaltene Bestandteile eines Gehöftes in Nähe zum Rittergut und zur Kirche, baugeschichtlich von Bedeutung. - Wohnhaus: ein Geschoss, bewegter Dachstuhl, einfache Biberschwanzdeckung, zur Hofseite drei Fledermausgaupen, weit vorkragende Traufe - Seitengebäude mit Speicherluke: ein Geschoss, zwei kleine Fensterläden | 08972008 |
| Direkt Bild zu diesem Denkmal hochladen | Wohnhaus eines Bauernhofes | Kattersnaundorfer Straße 13 (Karte) | 19. Jahrhundert | Putzfassade und Krüppelwalmdach, vermutlich Lehmbau mit verputztem Fachwerk-Obergeschoss, relativ unverändert überkommener Bestandteile einer Hofanlage im Ortskern, baugeschichtlich von Bedeutung. - Wohnhaus: zwei Geschosse, vermutlich massiver Lehmbau, Fenster an Traufseite erneuert, im Giebel noch alt, Dachdeckung neu - Stall: giebelständig, Bruchsteinsockel, teilweise mit Ziegeln und Fachwerk versehen, beide Bauten nicht ganz überzeugend, Stall mit drei Dachfenstern, hinterer Teil des Stallgebäudes eher kein Denkmal, vorderer Teil des Stalles (Lehm, Satteldach) und hinterer Teil des Stalles vor 2014 abgebrochen                    | 08972009 |
| Direkt Bild zu diesem Denkmal hochladen | Häuslerhaus und Seitengebäude eines Häusleranwesens | Kirchweg 10 (Karte)                 | 19. Jahrhundert | Häuslerhaus ein verputzter, eingeschossiger Lehmbau mit Satteldach, Nebengebäude teils Lehm-, teils Ziegelbauweise, sozialgeschichtlich von Bedeutung. Ein Geschoss, drei größere Fenster, eines davon klein, weit vorkragende Traufe, alter Dachstuhl, einfache Biberschwanzdeckung, Fenster überwiegend alt, störender Dachausbau. | 08972007 |
| Weitere Bilder                          | Kirche (mit Ausstattung), Kirchhof mit Einfriedungsmauer sowie zwei Grabsteine (Fleischer und Remmicke), Grabstelle Fam. Remmicke und Denkmal für die Gefallenen des Ersten Weltkrieges | Stille Gasse (Karte)                | Im Kern Mitte 12. Jahrhundert (Kirche); 2. Hälfte 15. Jahrhundert, später überformt (Kirche); nach 1918 (Kriegerdenkmal) | Romanische Saalkirche mit Querwestturm, gotisch überformter, polygonaler Chor, baugeschichtlich, ortsgeschichtlich und ortsbildprägend von Bedeutung. - Bereich der Kirchhofsmauer zwischen Pfarrhaus und Nebengebäude, aus großen Sandsteinquadern - Grabstein Fleischer (bezeichnet mit 1858), neogotisch, roter Sandstein - Grabstätte Remmicke, bezeichnet mit 1905 an Friedhofsmauer - Grabstein Remmicke (roter Sandstein) mit Vasenbekrönung bezeichnet mit 1842 | 08972003 |
| Direkt Bild zu diesem Denkmal hochladen | Pfarrhaus und Seitengebäude eines Pfarrhofes sowie Einfriedungsmauer zum Kirchhof und zur Straße                                                                                        | Stille Gasse 4 (Karte)              | 1729 (Pfarrhaus); 19. Jahrhundert (Seitengebäude)                                                                        | Pfarrhaus Putzfassade mit Satteldach, Seitengebäude Lehmbau mit Satteldach, gut erhaltene Anlage, von ortsgeschichtlicher und kulturgeschichtlicher Bedeutung. Zwei Geschosse, gefelderte Haustür mit Oberlicht, Fenster alt, Seitengebäude grenzt an Friedhof. | 08972005 |

## Peterwitz
| Bild                                    | Bezeichnung                                                                     | Lage                             | Datierung                       | Beschreibung | ID       |
| --------------------------------------- | ------------------------------------------------------------------------------- | -------------------------------- | ------------------------------- | --- | -------- |
| Direkt Bild zu diesem Denkmal hochladen | Wohnhaus eines ehemaligen Vierseithofes                                         | Albert-Troitzsch-Platz 3 (Karte) | Ende 18. Jahrhundert und später | Obergeschoss vermutlich Fachwerk, Gebäude mit noch ursprünglicher und charakteristischer Erscheinung, von baugeschichtlicher Bedeutung. Zweigeschossig, Krüppelwalmdach, verputzt, Erdgeschoss aus Lehm, originale Fenster im Obergeschoss, im Erdgeschoss später vergrößert, Tür original mit Oberlicht. | 08972798 |
| Direkt Bild zu diesem Denkmal hochladen | Wohnhaus, Einfriedung und Hofpflaster eines Bauernhofes                         | Albert-Troitzsch-Platz 4 (Karte) | Um 1800 und später              | In seiner ursprünglichen Erscheinung die weilerförmige Struktur des Dorfes repräsentierendes Gebäude mit weitgehend originaler Bausubstanz, baugeschichtlich von Bedeutung. Ehemals einer der schönsten Höfe des Ortes in architektonisch und künstlerisch anspruchsvoller Gestaltung. - Wohnhaus: zweigeschossig, Krüppelwalmdach, Putzbau auf Bruchsteinsockel, im Erdgeschoss Lehm, im Obergeschoss Ziegelsteinmauerwerk, Putzgliederung mit Faschen, Spiegeln und Gesimsen, Traufe stark profiliert, originale Haustürgewände und Fußbodenfliesen, Vorhaus mit gerader, profilierter und stark auskragender Verdachung, rechtes Fenster im Erdgeschoss vergrößert, liegende Fenster im Dach - Lehmscheune: massiv auf Bruchsteinsockel, Satteldach mit einfacher Biberschwanzdeckung, hofseitig große hölzerne Rolltore, innen kräftige Balkenkonstruktion - Stallscheune (bezeichnet mit 1865): Mischmauerwerk (Klinkermauerwerk auf Bruchsteinsockel), zweigeschossig, Satteldach mit Biberschwanzdeckung, Mittelrisalit, im Giebel Tafel mit Inschrift „Franz Teichmann, 1865“, Giebelseite zum Dorfplatz mit Treppenfries, Pilastern und doppelten Rundbogenfenstern mit originaler Sprossung, auf durchgehender Sohlbank, Giebelbekrönung fehlt, Zustand ruinös und leicht verändert (linke Seite mit Betonfensterstürzen im Obergeschoss und abgeschlagenen Pilastern), innen große originale dreischiffige mehrjochige Säulenhalle mit Tonnengewölbe (zum Teil eingestürzt) - Einfriedung: Bruchsteinsockel und gespitzter Eisenstabzaun - Stall (kein Denkmal): kleiner Stall in ehemaliger architektonischer Qualität zu stark zerstört | 08972796 |
| Weitere Bilder                          | Bockwindmühle Peterwitz                                                         | Delitzscher Straße 35 (Karte)    | Um 1890                         | Typisches Beispiel der ehemaligen Mühlenlandschaft in Nordsachsen, mit technikgeschichtlicher Bedeutung und landschaftsprägender Wirkung. Bock und Mühlenkasten und zwei noch in Teilen vorhandene Ruten/Flügel in originaler Bausubstanz, nach 1999 mit roten Dachpfannen gedeckt und Verschalung des Mühlenkastens erneuert. | 08972786 |
| Direkt Bild zu diesem Denkmal hochladen | Zwei Seitengebäude, Scheune und zwei Toranlagen (mit Pforten) eines Bauernhofes | Dorfanger 1 (Karte)              | Ende 19. Jahrhundert            | Klinkerbauten mit reicher und qualitätvoller architektonischer Gliederung, zur ursprünglichen rundweilerartigen Dorfbebauung gehörende Gebäude in unveränderter und weitgehend originaler Bausubstanz, von ortsbildprägender und baugeschichtlicher Bedeutung. - Stall: gelber Klinkerbau auf Bruchsteinsockel mit Satteldach (einfache Biberschwanzdeckung), reiche und qualitätvolle architektonische Gliederung durch rote Klinkersteine in Form von Pilastern und Stufenfries, Satteldach mit Speicherluken in Form von Lukarnen, giebelseitig originale Fenster - Scheune: gelber Klinkerbau mit Satteldach, architektonische Gliederung mit Pilastern und Konsoltraufgesims, alte einfache Biberschwanzdeckung - Tor: originale Tore in gegenüberliegenden Seiten als Klinkerpfeiler mit Torbogen auf Bruchsteinsockel (teilweise verputzt), teilweise mit Formsteinen dekoriert - Wohnhaus (kein Denkmal): stark verändert | 08972797 |

## Pohritzsch
| Bild                                    | Bezeichnung | Lage                       | Datierung              | Beschreibung | ID       |
| --------------------------------------- | --- | -------------------------- | ---------------------- | --- | -------- |
| Direkt Bild zu diesem Denkmal hochladen | Villa | Dorfring 2 (Karte)         | Um 1890                | Ansprechend gestaltete Villa, historisierende Putzfassade mit feiner Gliederung, baugeschichtlich von Bedeutung. Bruchsteinsockel, Putzfassade mit Gliederung, verziertes Außengespärre, saniert. | 08971984 |
| Direkt Bild zu diesem Denkmal hochladen | Wohnhaus, zwei winkelförmig zueinander stehende Seitengebäude zum Hof, zwei aneinandergebaute Seitengebäude zur Straße und zwei Toranlagen eines ehemaligen Vierseithofes | Dorfring 11 (Karte)        | 18. Jahrhundert        | Regionaltypische Lehmbauten, weitestgehend ungestört erhaltene Hofanlage im Ortskern, bauhistorische und heimatgeschichtliche Bedeutung. Wohnhaus saniert, Dach und Fenster neu, zwei alte Fenster, alle Gebäude aus Lehm, Scheune mit Ausstattung. Scheune 2014 ruinös und nur zum Teil noch erhalten, Scheune vor 2014 abgebrochen. | 08971985 |
| Direkt Bild zu diesem Denkmal hochladen | Wohnhaus eines Bauernhofes, später Gasthof Apfelbaum | Dorfring 20 (Karte)        | Ende 19. Jahrhundert   | Putzfassade und Satteldach, klassizistisch wirkender Bau, baugeschichtlich von Bedeutung. Zwei Geschosse, fünf Achsen, Gesimsgliederung, zwei schmale Bogenfenster im Obergeschoss, traufständig, komplett saniert. 1998 Landgasthof „Apfelbaum“, Gasthof hat vor 2014 geschlossen. | 08971986 |
| Direkt Bild zu diesem Denkmal hochladen | Seitengebäude eines Bauernhofes | Dorfring 26 (Karte)        | 19. Jahrhundert        | Kleines Wohnhaus im Hof, mit vielen originalen Details erhaltener Lehm-Fachwerkbau, baugeschichtlich von Bedeutung. Lehmerdgeschoss, Obergeschoss Fachwerk mit Lehmausfachung, alte Holzbalkendecke, im Inneren Kratzspuren im Lehm, ein Teil des Hauses wurde abgerissen. | 08971987 |
| Direkt Bild zu diesem Denkmal hochladen | Ehemaliger Gasthof | Dorfring 33 (Karte)        | 18. Jahrhundert        | Fachwerkbau mit Krüppelwalmdach, als alter Gasthof des Ortes von ortsgeschichtlicher Bedeutung. Zwei Geschosse, Sichtfachwerk im Obergeschoss, Erdgeschoss verändert durch Umbauten und neue Fenster, Obergeschoss jedoch relativ ungestört, originale Haustür mit Oberlicht. Heute (1998) als Galerie genutzt, „Haus Schladenberg“. | 08971988 |
| Direkt Bild zu diesem Denkmal hochladen | Denkmal für die Gefallenen des Ersten Weltkrieges | Dorfring 33 (bei) (Karte)  | Nach 1918              | Ortsgeschichtlich von Bedeutung; Natursteinsockel mit Inschrifttafel zurzeit durch Windbruch umgestürzt | 08971989 |
| Direkt Bild zu diesem Denkmal hochladen | Wohnhaus im Hof und daran angebautes, winkelförmiges Seitengebäude (mit Oberlaube) eines Bauernhofes                                                                      | Sultitzer Platz 1a (Karte) | Anfang 19. Jahrhundert | Alte Ortslage Sultitz, Wohnhaus mit Putzfassade und Satteldach, das Seitengebäude eines der wenigen erhaltenen Beispiele eines Hofgebäudes mit Laubengang in der Region, baugeschichtlich von Bedeutung. - Wohnhaus: zwei Geschosse, vermutlich Lehmbau mit Fachwerk, Fenster alt, Biberschwanzdeckung, alte Haustür mit Klinke und Oberlicht - Nebengebäude: mit Laubengang, völlig ungestört erhalten, Zustand nicht ganz so gut, zweigeschossiger Bau mit Satteldach, im Obergeschoss ehemals Gesindewohnungen (?), Lehm-/Fachwerk | 08971990 |

## Quering
| Bild                                    | Bezeichnung                | Lage               | Datierung | Beschreibung | ID       |
| --------------------------------------- | -------------------------- | ------------------ | --------- | --- | -------- |
| Direkt Bild zu diesem Denkmal hochladen | Wohnhaus eines Bauernhofes | Im Ring 7 (Karte)  | Um 1900   | Ansprechend gestaltete, zeittypische Klinkerfassade mit Dekorziegeln, baugeschichtlich von Bedeutung. Zwei Geschosse, fünf Achsen, gelbe Klinker mit Gliederung, Gesimsgliederung, kleiner Dreiecksgiebel, schöne Dekorsteine, saniert, neue Fenster, originale Haustür.                                                                                        | 08971997 |
| Direkt Bild zu diesem Denkmal hochladen | Wohnhaus eines Bauernhofes | Im Ring 10 (Karte) | Um 1890   | Historisierende Putzfassade, Satteldach, ortsbildprägender Bau mit aufwendigen Fensterbekrönungen, baugeschichtlich von Bedeutung. Zwei Geschosse, Putzfassade mit Gliederung, Fensterbekrönung im Obergeschoss, rückwärtig drei Rundbogenfenster über Eingangsbereich, welcher durch Holzvorbau betont wird, Fenster neu, zum Dorf hin noch fünf alte Fenster. | 08971998 |

## Rabutz
| Bild                                    | Bezeichnung                                            | Lage                  | Datierung                                                                       | Beschreibung | ID       |
| --------------------------------------- | ------------------------------------------------------ | --------------------- | ------------------------------------------------------------------------------- | --- | -------- |
| Direkt Bild zu diesem Denkmal hochladen | Bauernhaus und Toranlage eines ehemaligen Bauernhofes  | Dorfstraße 1 (Karte)  | 1870 (Bauernhaus); um 1900 (Toreinfahrt)                                        | Ortsbildprägendes Gebäude in zentraler Lage am Dorfteich von baugeschichtlicher Bedeutung | 08972789 |
| Direkt Bild zu diesem Denkmal hochladen | Scheune und Seitengebäude eines Bauernhofes            | Dorfstraße 2 (Karte)  | Ende 19. Jahrhundert (Seitengebäude); Ende 19. Jahrhundert und später (Scheune) | Überkommene Bestandteile eines ehemaligen Bauernhofes, in Struktur und Anlage charakteristisch für die ursprüngliche Bebauung des Rundlingsdorfes Rabutz, von ortsbildprägender, bauhistorischer und siedlungsgeschichtlicher Bedeutung - Scheune: langgestreckter Bau mit Lehm- und Ziegelmauerwerk, Satteldach, Tordurchfahrt und Scheunentore mit Fachwerkkonstruktion, weit ausladendes, überstehendes Vordach - Stallgebäude: Satteldach mit mehreren Fledermausgauben, Lehm- und Ziegelmauerwerk, querrechteckige Fenster, baufälliger Zustand - Bauernhaus (ehemals denkmalgeschützt): eingeschossig, Krüppelwalmdach, verputzt, Erdgeschoss Lehmbau, Obergeschoss/Giebel Fachwerk, zwei Fledermausgauben mit hochrechteckigen Fenstern darunter, die bis in die Traufe reichen, weiter Dachabstand, originales Portal mit Holzgewände, Galgenfenster, seitlicher Anbau später (um 1900) | 08972792 |
| Direkt Bild zu diesem Denkmal hochladen | Wohnhaus und Toranlage (mit Pforte) eines Bauernhofes  | Dorfstraße 11 (Karte) | 2. Hälfte 18. Jahrhundert                                                       | Landschaftstypisches Beispiel der rundweilerartigen Dorfbebauung von Rabutz, mit Fachwerkgiebel, von baugeschichtlicher Bedeutung. Zweigeschossiges verputztes Fachwerkhaus mit Krüppelwalmdach, Erdgeschoss aus Lehm, Sichtfachwerk im Giebel vorgeblendet, guter sanierter Zustand, originales Bruchsteinpflaster als Heiste ums Haus herum geführt. | 08972790 |
| Direkt Bild zu diesem Denkmal hochladen | Scheune und Toranlage (mit Pforte) eines Dreiseithofes | Dorfstraße 12 (Karte) | 2. Hälfte 19. Jahrhundert                                                       | Scheune und Toranlage (mit Pforte) eines Dreiseithofes; stattlicher Ziegelbau, ortsbildprägende markante Kubatur mit straßenbildprägender Wandfläche und Giebel, baugeschichtlich von Bedeutung. Granitsteinsockel mit Rollschicht, Ziegelmauerwerk im Kreuzverband, Satteldach, einseitig abgewalmt. Einfriedungspfeiler mit Klinkern. Wohnhaus nicht einsehbar, deutet mit Krüppelwalmdach, originalen Fenstern, Giebel und vermutlich verputztem Lehm und Fachwerkbau auf Denkmal hin, mit Dorfstraße 11 vergleichbar. | 08972791 |

## Serbitz
| Bild           | Bezeichnung                                                              | Lage                 | Datierung           | Beschreibung | ID       |
| -------------- | ------------------------------------------------------------------------ | -------------------- | ------------------- | --- | -------- |
| Weitere Bilder | Wohnhaus eines Bauernhofes, mit Vorgarten und Einfriedung (Gut E. Regel) | Ringstraße 3 (Karte) | Bezeichnet mit 1895 | Gut erhaltenes, stattliches Gebäude eines Großbauernhofes, historisierende Putzfassade mit aufwendigen Verzierungen, baugeschichtlich und ortsgeschichtlich von Bedeutung. Zwei Geschosse und Mezzaningeschoss, acht Achsen, Walmdach, vierachsiger Mittelrisalit, aufwendige Stuckaturen als Fensterbekrönung und im Dreiecksgiebel, innen wie außen fast alles original (z. B. schöne alte Haustür, Fenster), dient heute (1998) als Behindertenwohnheim. | 08971983 |

## Wiesenena
| Bild                                    | Bezeichnung                                | Lage                   | Datierung                        | Beschreibung | ID       |
| --------------------------------------- | ------------------------------------------ | ---------------------- | -------------------------------- | --- | -------- |
| Direkt Bild zu diesem Denkmal hochladen | Wohnhaus eines Bauernhofes                 | Am Dorfplatz 6 (Karte) | Nachträglich bezeichnet mit 1810 | Obergeschoss Fachwerk verputzt, Eingangsbereich hervorgehoben, gutes Beispiel für die Bebauung des alten Dorfkerns, baugeschichtliche Bedeutung. - Bauernhaus: zweigeschossig, fünfachsig, Krüppelwalmdach, abgetrepptes Traufgesims, Fachwerkobergeschoss, Fassadengliederung durch Gesimsband, Eingangsbereich hervorgehoben durch Bogen, Pilaster, Schlussstein und Volutenbekrönung - Seitengebäude: Erdgeschoss polygonaler Bruchsteinmauerwerk, Klinkerdrempel (weiß/gelb), Satteldach, Nummer 6a ist der Neubau auf dem Grundstück                          | 08972813 |
| Direkt Bild zu diesem Denkmal hochladen | Ehemaliges Gemeindeamt, heute Kindergarten | Am Ring 12 (Karte)     | Um 1910                          | Qualitätvolles Gebäude mit ortsbildprägender Wirkung und ortshistorischer Bedeutung. Zweigeschossiger, fünfachsiger Putzbau mit roter Klinkergliederung, Walmdach mit Biberschwanzdeckung, rote Klinker in Sohlbänke, Fensterbögen mit Betonung der Fensterkämpfer, Fachwerkdrempel, dreiachsiger Mittelrisalit, Eingangshäuschen später, originale Fenster mit geteilten Oberlichtern, an der Rückseite teilweise Fachwerk, Zwerchhaus mit Fachwerk und Spitzbogenfenstern, angebaute zweigeschossige Veranda mit Satteldach, im Erdgeschoss offen mit Korbbögen. | 08972812 |

## Zaasch
| Bild                                    | Bezeichnung | Lage                              | Datierung                                             | Beschreibung | ID       |
| --------------------------------------- | --- | --------------------------------- | ----------------------------------------------------- | --- | -------- |
| Direkt Bild zu diesem Denkmal hochladen | Seitengebäude eines Bauernhofes | Alte Brennerei 4 (Karte)          | 18. Jahrhundert                                       | Verputzter Lehmbau, Bestandteil einer ehemaligen Hofanlage im Ortskern mit bemerkenswert steilem Krüppelwalmdach, baugeschichtlich von Bedeutung. Geht über in Roitzscher Straße 10, Fenster alt, sehr hohes steiles Dach, alter Dachstuhl, Biberschwanzdeckung. | 08971977 |
|                                         | Denkmal für die Gefallenen des Ersten Weltkrieges                                                                                         | Am Denkmal 1 (bei) (Karte)        | Nach 1918                                             | Obelisk mit Adlerbekrönung und aufwendiger Einfriedung, ortsgeschichtlich von Bedeutung. Natursteinsockel in Form eines Obelisken mit Adlerbekrönung und Inschrifttafel. | 08971974 |
| Direkt Bild zu diesem Denkmal hochladen | Haustür eines Wohnhauses | Lindenplatz 7 (Karte)             | Ende 19. Jahrhundert                                  | Schöne gefelderte gründerzeitliche Haustür mit farbigem Oberlicht, künstlerisch-handwerklicher Wert. Mit farbigem Strukturglas im Oberlicht und originaler Klinke, Mietshaus kein Denkmal. | 08971979 |
|                                         | Transformatorenturm | Lindenplatz 8 (gegenüber) (Karte) | Um 1910                                               | Für die Region seltene Bauform, Ziegelbau, Zeugnis der regionalen Elektrifizierung, versorgungs- und technikgeschichtlich von Bedeutung. Klinkerbau mit Sockel und Gurtgesims ebenfalls aus Klinker, Satteldach, Baukörper vielfältig verziert, im oberen Teil mit Anker. | 09305700 |
| Weitere Bilder                          | Kirche (mit Ausstattung), Kirchhof mit Teilen der Kirchhofsmauer und zwei Toranlagen sowie Grabstätte Familie Horn und weiterer Grabstein | Rödgener Weg (Karte)              | Im Kern 13. Jahrhundert                               | Im Kern romanische Chorturmkirche, später überformt, baugeschichtlich, ortsgeschichtlich und ortsbildprägend von Bedeutung. Chor um 1500 verlängert, Umbauten 16. und 17. Jahrhundert, Bruchsteinbau, Grabstätte Familie Horn an der Kirchhofsmauer (bezeichnet mit 1912), weiterer Grabstein (Sandstein) mit Relief „Engel“ vor der Kirche. | 08971971 |
| Direkt Bild zu diesem Denkmal hochladen | Ehemalige Schule (Anbau an Pfarrhaus) | Rödgener Weg 1 (Karte)            | Ende 19. Jahrhundert                                  | Ansprechend gestalteter Klinkerbau mit schöner gefelderter Haustür, von baugeschichtlicher und ortsgeschichtlicher Bedeutung. Gelber Klinkerbau mit Gliederung, vier große Bogenfenster (original), original schöne Haustür mit Klinke und Oberlicht, Dach neu. | 08971973 |
| Direkt Bild zu diesem Denkmal hochladen | Häuslerhaus | Rödgener Weg 4 (Karte)            | Ende 19. Jahrhundert                                  | Eingeschossiger, verputzter Bau mit Satteldach, eines der wenigen relativ ungestört erhaltenen Zeugnisse für ein Tagelöhnerhäuser oder ein Häusleranwesen, sozialgeschichtlich von Bedeutung. Fenster neu, Haustür mit Oberlicht alt, Fensterläden, Satteldach, Biberschwanzdeckung. | 08971972 |
|                                         | Wohnhaus eines Bauernhofes, mit Anbau sowie Gedenktafel für Johann Gottfried Stallbaum                                                    | Roitzscher Straße 10 (Karte)      | 18. Jahrhundert (Bauernhaus); nach 1900 (Gedenktafel) | Wohnhaus mit Putzfassade und Krüppelwalmdach, Geburtshaus von Johann Gottfried Stallbaum (1793–1861), Rektor der Thomasschule zu Leipzig von 1853 bis 1861, baugeschichtlich und personengeschichtlich von Bedeutung. Zwei Geschosse, giebelständig, Fenster teilweise alt, Putzgliederung um 1920/1925, Ziegelbau, alte Haustür mit Klinke, winkelförmiger Anbau über drei Achsen, Fenster neu, Gedenktafel für „Godofredo Stallbaumio“, ehemals die Hausnummer 69. | 08971976 |
| Direkt Bild zu diesem Denkmal hochladen | Häuslerhaus | Roitzscher Straße 23 (Karte)      | 19. Jahrhundert                                       | Relativ ungestört erhaltenes kleines eingeschossiges Lehmhaus im Ortskern, sozialgeschichtlich von Bedeutung. Drei Fenster im Erdgeschoss an Traufseite, zwei Dachfenster, Satteldach, Biberschwanzdeckung, bewegter Dachstuhl, drei Fensterläden, Fenster neu, dicke Wände, einfache Biberschwanzdeckung. | 08971980 |

## Zschernitz
| Bild                                    | Bezeichnung | Lage                            | Datierung                                | Beschreibung | ID       |
| --------------------------------------- | --- | ------------------------------- | ---------------------------------------- | --- | -------- |
| Weitere Bilder                          | Kirche (mit Ausstattung) sowie Kirchhof mit Kirchhofstor und vier Grabmalen                                    | Kirchbogen (Karte)              | Anfang 13. Jahrhundert, später überformt | Im Kern romanische, gotisch überformte Saalkirche mit Westturm, baugeschichtlich, ortsgeschichtlich und ortsbildprägend von Bedeutung. - Grabsteine: - Familie Bieler Zschernitz bezeichnet mit 1911 - links vom Eingang: Blumenrelief um 1910, Familie Kahl (?) aus Pohritzsch (roter Sandstein), Grabstein aus Sandstein, sehr ruinös, 19. Jahrhundert (?) | 08971992 |
| Direkt Bild zu diesem Denkmal hochladen | Friedhof Zschernitz (Sachgesamtheit)                                                                           | Kirchbogen 17 (Karte)           | 1904                                     | Sachgesamtheit Friedhof Zschernitz, mit folgenden Einzeldenkmalen: Leichenhalle, Einfriedungsmauer und Friedhofstor sowie Friedhofsgestaltung (siehe 09306705) sowie der Kirchhof als Sachgesamtheitsteil; 1904 am Ortsrand neu gegründeter Friedhof mit Leichenhalle und umlaufender Einfriedungsmauer, auf dem Friedhof eine beschnittene Lindenallee sowie parallel zur Friedhofsmauer angeordneten Lindenreihe am straßenseitigen Eingangsbereich, baugeschichtlich und ortsgeschichtlich von Bedeutung | 09306706 |
| Direkt Bild zu diesem Denkmal hochladen | Leichenhalle, Einfriedungsmauer und Friedhofstor sowie Friedhofsgestaltung (Einzeldenkmale zu ID-Nr. 09306706) | Kirchbogen 17 (Karte)           | 1904                                     | Leichenhalle gelber Klinkerbau mit Mittelrisalit und gotisierenden Fenstern, umlaufende Einfriedungsmauer in gelben Klinkern, Friedhofsgestaltung durch beschnittene Lindenallee und straßenseitig parallel zur Friedhofsmauer angeordneten Lindenreihe, baugeschichtlich und ortsgeschichtlich von Bedeutung | 09306705 |
| Direkt Bild zu diesem Denkmal hochladen | Wohnhaus und Einfriedungsmauer eines Bauernhofes                                                               | Kirchbogen 19 (Karte)           | 18. Jahrhundert, später überformt        | Wohnhaus Putzfassade und Krüppelwalmdach, Obergeschoss Fachwerk verputzt, stattlicher Bau des alten Dorfkernes, historischer Balken mit Inschrift im Keller, Jugendstilvorbau am Eingang, als Einfriedung des Hofes Lehmmauer, baugeschichtlich von Bedeutung. Zwei Geschosse, Fachwerk-Obergeschoss, traufseitige Fenster im Obergeschoss alt, kleiner hölzerner Vorbau mit schöner gefelderter Haustür, Balken im Keller 16. Jahrhundert (?), ehemals Haus Nummer 11.                                     | 08971993 |
| Direkt Bild zu diesem Denkmal hochladen | Denkmal für die Gefallenen des Ersten Weltkrieges                                                              | Mittelstraße 18 (bei) (Karte)   | Nach 1918                                | Großer Natursteinblock auf Sockel mit Inschrift, ortsgeschichtlich von Bedeutung | 08971996 |
| Direkt Bild zu diesem Denkmal hochladen | Wohnhaus (mit zwei Hausnummern)                                                                                | Nöselwitzer Straße 3, 5 (Karte) | 18. Jahrhundert                          | Lehmbau mit Krüppelwalmdach und verputztem Fachwerk-Obergeschoss, Holzbalkendecke im Erdgeschoss, baugeschichtlich von Bedeutung. Zweigeschossig, Krüppelwalmdach, bewegter Dachstuhl, Biberschwanzdeckung, zwei Fledermausgaupen, Fenster im Obergeschoss von 97a alt, im Obergeschoss und im anderen Teil neues Lehm-Erdgeschoss, Fachwerk-Obergeschoss, ehemals Haus Nummer 97 und 97a. | 08971994 |
| Direkt Bild zu diesem Denkmal hochladen | Ehemaliges Pfarrhaus, heute Wohnhaus                                                                           | Pfarrweg 2 (Karte)              | 18. Jahrhundert                          | Regionaltypische Putzfassade mit Krüppelwalmdach, relativ ungestört erhaltenes Gebäude im Ortskern, baugeschichtlich und ortsgeschichtlich von Bedeutung. Zwei Geschosse, vermutlich Lehmbau, verputzt, Giebel verkleidet, neue Fenster im Obergeschoss, sonst alt. | 08971995 |
| Direkt Bild zu diesem Denkmal hochladen | Wohnhaus eines ehemaligen Mühlenanwesens (Mühlgut Zschernitz)                                                  | Zum Hasenfeld 2 (Karte)         | Ende 18. Jahrhundert und später          | Wohnhaus mit Putzfassade und Krüppelwalmdach, Windmühle nicht mehr vorhanden, ortsgeschichtlich von Bedeutung. Zwei Geschosse, Fenster scheinbar überwiegend alt, sehr zugewachsen. Giebelwand: Ziegelmauerwerk, laut Akte Abbruchgenehmigung schon erteilt. | 08972002 |

## Zwochau
| Bild                                    | Bezeichnung | Lage                                        | Datierung                         | Beschreibung | ID       |
| --------------------------------------- | --- | ------------------------------------------- | --------------------------------- | --- | -------- |
| Weitere Bilder                          | Bockwindmühle Schkeuditz                                                                                                   | Am Sportplatz 7a (Karte)                    | 1806–1807                         | 2008 umgesetzt nach Zwochau (umgesetzt aus Schkeuditz, alte Lage: Kursdorfer Straße, hinter Nummer 5, Gemarkung Schkeuditz, Flurstück 111, Flur 3), große Teile der historischen Konstruktion bei der Umsetzung bewahrt, technikgeschichtlich von Bedeutung. Zur Zeit der Erfassung in Schkeuditz: Holzverkleidung auf Steinunterbau, Reste der Flügel noch vorhanden. | 09258684 |
|                                         | Katholische Kirche St. Pius mit angebautem Gemeindehaus und Pfarrhaus, Teile der Einfriedung und Vorplatz mit Plattenbelag | An der Schanze 9 (Karte)                    | 1955–1956, bezeichnet mit 1955    | Beispiel der Sakralarchitektur der Nachkriegszeit nach 1945, in einer komplexen, einheitlichen und künstlerisch anspruchsvollen Bauweise, Architekt: Johannes Reuter, Bitterfeld, von ortsgeschichtlicher und architekturhistorischer Bedeutung. - Saalkirche mit Querwestturm und eingezogenem, gerade abschließendem Chor, verputzter Ziegelbau auf Granitsteinsockel, Walmdach des Querwestturmes mit Blech gedeckt, schlichte Gliederung des Baukörpers mit langen, schmalen Rundbogenfenstern im Chor und niedrigen im Saal und Querwestturm, Turmfront durch großes Radfenster, Portal und Freitreppe aus Porphyrstein hervorgehoben, Vorplatz mit Porphyrkunststeinplatten belegt, Tür aus Eichenholz mit Türklinke in originaler schmuckvoller Gestaltung, Fenster allgemein mit originalen Buntbleiglasfenstern - Innen: im Querwestturm kleine Vorhalle, darüber Emporen, die zum Saal durch Rundbogenarkaden geöffnet sind, Saal mit Spiegeldecke durch großen Gurtbogen vom Chor getrennt, einfache, schlichte Altarmensa aus Porphyr in Form eines flachen, nach unten gerichteten stumpfen Dreiecks auf zwei konischen Blöcken, schlichtes Holzgestühl, farbig gefasste Holzplastik Maria mit Kind von Hildegard Hendrichs, Lesepult, Tabernakelstele und Kruzifix in Kupfertreibarbeiten, Tür des Sakramentskastens mit farbiger abstrakter Emailarbeit gestaltet, Lesepult trägt vier kleine Tafeln mit den Evangelistensymbolen in Email, Kruzifix als aufrecht stehender Christus vor großem, breitem Kreuz, an den Saalwänden Kreuzwegzeichnungen (14 Stationen), Glocken im Turm original - Pfarrhaus und Gemeindehaus im Kirchbau als Nebengebäude integriert - Einfriedung: Sockel und Pfeiler in Polygonalmauerwerk aus Granitsteinen, dazwischen Eisenzaun | 08972613 |
| Direkt Bild zu diesem Denkmal hochladen | Wohnhaus und Nebengebäude                                                                                                  | Baltzerstraße 8 (Karte)                     | Um 1890                           | Als Gemeindeamt genutzt, qualitätvolles villenartiges Gebäude, straßenbildprägende und zeittypisch gestaltete linkerfassade, baugeschichtlich von Bedeutung. - Villa, heute (1999) als Rathaus genutzt: zweigeschossiger, sechsachsiger Bau, flaches Walmdach, Bruchsteinsockel, gelber Klinkerbau mit hellbrauner Klinkergliederung durch Gurtgesimse und -bänder, Betonung der Ecken durch Formsteine, reich geschmücktes Gurtband mit floralen Motiven zwischen Erdgeschoss und Obergeschoss, Fenstergewände plastisch hervorgehoben, wuchtige Verdachungen und Rahmungen im Obergeschoss, kassettenartiges Traufgesimsband, teilweise originale Fenster, Mittelrisalit mit Frontispiz und Akroterienbekrönung, Fenster im Erdgeschoss vergrößert (vermutlich), Rückseite: Eingang mit originaler Tür und hölzernem Vordach - Nebengebäude: gelber Klinker, Segmentbogenfenster, eingeschossig mit Drempel, Satteldach, Gurtband in hellbraunem Klinker | 08972606 |
| Direkt Bild zu diesem Denkmal hochladen | Gasthof Schackenthal mit Torbogen (mit Pforte) zum Hof                                                                     | Baltzerstraße 10 (Karte)                    | Im Innern bezeichnet mit 1599     | Ortsbildprägendes, hervorragendes Beispiel der ursprünglichen Dorfbebauung mit charakteristischer Erscheinung in ortsmarkanter Lage am Dorfteich, als älteste ehemalige Ausspanne an der alten Salzstraße von ortshistorischer Bedeutung. - Gasthof: zweigeschossiger Lehmbau mit Fachwerkobergeschoss, verputzt, Krüppelwalmdach (Kronendeckung), Putzgliederung mit gerader Bänderung, Fenster im Giebel original und im Obergeschoss unter der Traufe (aus Holz), Fenster im Erdgeschoss neu - Innen: Türgewände mit Rundbogen, zwei Wappen (rechts kurfürstlich sächsisches und links Doppeladler) und Inschrift „Wer Gott vertraut hat wohl gebaut“ von 1599 (bezeichnet) in Wohnstube - Material: vermutlich Wassereiche aus Wittenberg, Kehlbalken mit Unterzug und Deckenbretter in ehem. Wohnstube profiliert, Deckenbretter im Fischgrätenmotiv angeordnet - Rückseite: liegende Fenster und Anbauten neu, überdachter Torbogen und überdachte Torsäulen in Lehm, in originalem Zustand, Inschrifttafel in Giebelseite „Gasthof Schackenthal, Inh. Alfred Bart“ | 08972614 |
| Direkt Bild zu diesem Denkmal hochladen | Taubenhaus eines Vierseithofes                                                                                             | Hallesche Straße 5 (Karte)                  | Um 1915                           | Singuläre Bedeutung im Dorf, baugeschichtlich und sozialgeschichtlich von Bedeutung. - Taubenhaus: hoher Klinkersockel mit Ecklisenen und Okuli in den Wandfeldern, eigentliches Taubenhaus in Fachwerk mit Klinkerausfachung in geometrisierender Gestaltung, flaches Pyramidendach, saniert - Lehmscheune mit Satteldach (2. Hälfte 19. Jahrhundert, ehemals denkmalgeschützt): zwei große Holztore, darüber Fachwerkkonstruktion, Wandfläche teilweise ausgebessert, nordöstliche Ecke eingefallen, allgemeiner Zustand gut, als eine der größten Lehmscheunen für das Ortsbild wichtiges Gebäude | 08972501 |
| Direkt Bild zu diesem Denkmal hochladen | Scheune eines Bauernhofes                                                                                                  | Hallesche Straße 18 (Karte)                 | 19. Jahrhundert, später überformt | Weitgehend originale Lehmscheune in regionaltypischer und charakteristischer Bauweise, erhaltenswerter Bestandteil des Hofes, baugeschichtlich von Bedeutung. Lehmscheune mit Satteldach (Biberschwanzdeckung) und zwei großen Holztoren zum Hof, mittleres Wandfeld zwischen den Toren mit Ziegelmauerwerk neu ersetzt, originaler Dachstuhl. | 08972833 |
| Direkt Bild zu diesem Denkmal hochladen | Leichenhalle, ehemals Gefängnis                                                                                            | Hallesche Straße 39a (neben) (Karte)        | 2. Hälfte 19. Jahrhundert         | Nahe Leipziger Straße, straßenbildprägender Klinkerbau mit Klinkergliederung, ortshistorisch von Bedeutung. Eingeschossiger, fünfachsiger, gelber Klinkerbau mit Klinkergliederung (Lisenen, Zahnschnittfries), Segmentbogenfenster und -tür, Seitenrisalit mit Treppenfries, Satteldach (Biberschwanzdeckung), Fensteröffnungen teilweise verändert. | 08972601 |
|                                         | Seitengebäude eines Bauernhofes                                                                                            | Leipziger Straße 26 (Karte)                 | Um 1895                           | Qualitätvoller Ziegelbau, straßenraumprägend, baugeschichtlich von Bedeutung. - Stallscheune: zweigeschossiger, achtachsiger, langgestreckter Bau, Satteldach mit einfacher Biberschwanzdeckung, Bruchsteinsockel, roter Klinker mit gelber Klinkergliederung (Lisenen), hofseitig Dach neu, Erdgeschossfenster vermutlich in den 1920er Jahren verändert, Obergeschoss Segmentbogenfenster, im Giebel deutsches Band, Tafel nicht mehr vorhanden, Okuli (blind) und Treppenfries, innen vermutlich dreischiffiges preußisches Kappengewölbe mit gusseisernen Säulen - Bauernhaus (um 1800, Abbruch vor 2011): zweigeschossig, steiles Krüppelwalmdach, teilweise einfache Biberschwanzdeckung, verputzt, Obergeschoss vermutlich Fachwerk, Rest vermutlich Lehm, Holztraufe - Stall (2. Hälfte 19. Jahrhundert, Abbruch vor 2011): eingeschossig, mit Drempel, roter Klinker, Satteldach mit einfacher Biberschwanzdeckung, Bruchsteinsockel, Gurtgesims, blinde Spitz- und Rundbogenfelder mit kleinen Fenstern, konsolartiges Traufgesims, im Giebel deutsches Band als Fortsetzung des Traufgesims, Bogenfenster als Drilling (mittleres blind), darüber Zwillingsfenster, Okuli - Einfriedung (vor 2014 abgebrochen): mittels drei großer Pfeiler und Torbogen, Bruchsteinsockel, roter Backstein | 08972609 |
| Weitere Bilder                          | Martinskirche (mit Ausstattung) und Kirchhofseinfriedung                                                                   | Zwochauer Schulstraße (Karte)               | Um 1200                           | Romanische Saalkirche mit Querwestturm und eingezogenem Chor, architekturgeschichtlich und ortshistorisch bedeutend. - Kirche: romanische Saalkirche mit Querwestturm, zugesetztes romanisches Sandsteinportal mit rundbogigem, reliefgeschmücktem Tympanon, Bruchsteinbau mit leicht eingezogenem, gerade geschlossenem Chor, 1701–31 Umbauten am Chor und Anbau der Sakristei, Restaurierungen (1991 und 1997), in der östlichen Turmwand gekuppelte, spitzbogige Schallöffnung mit eingestellter Sandsteinsäule, in der östlichen Chorwand mehrere Standsteinmasken, klassizistische Tür, neues Dach (einfache Biberschwanzdeckung von 1990), Holztraufe, Turm neu verputzt, ehemals wohl St. Elisabeth geweiht - Einfriedung: Bruchsteinsockel, verputzt | 08972607 |
|                                         | Wohnhaus mit Seitengebäude und Toreinfahrt                                                                                 | Zwochauer Schulstraße 1 (Karte)             | Um 1900                           | Gelber Klinkerbau mit Mittelrisalit, qualitätvolles Beispiel der Gründerzeit mit straßenbildprägender Wirkung, baugeschichtlich von Bedeutung. - Wohnhaus: zweigeschossiger, fünfachsiger Bau, flaches Walmdach, reich gegliederter gelber Klinkerbau mit Mittelrisalit, Bruchsteinsockel, Gliederung durch hellbraune Klinker in Form von Ecklisenen, durch dunkelbraune Klinker in Form von Bändern (Zickzackmotiv), im Erdgeschoss Segmentbogenfenster mit Brüstungsfeldern und Schlusssteinen, im Obergeschoss mit Formsteinen, Konsoltraufgesims, Betonung der Mittelachse durch Risalit und Dreiecksgiebel mit Okuli, neue Fenster - Seitengebäude: gelber Klinker mit brauner Klinkergliederung, Pultdach, Segmentbogenfenstern im Erdgeschoss - Einfriedung: roter Klinkersockel, gelbe Klinkerpfeiler mit Kapitellen und Bekrönung (Pinienzapfen, Akanthusblätter), Eisenzaun fehlt | 08972608 |
|                                         | Denkmal für die Gefallenen des Ersten Weltkrieges                                                                          | Zwochauer Schulstraße 1 (gegenüber) (Karte) | Nach 1918                         | Ortshistorisch wichtig. Granit, quadratischer Grundriss, auf zweistufigem Sockel befindlicher Quader, von vier dorischen Säulen umgeben, die eine Granitplatte mit grob behauener pyramidaler Kuppel tragen, Bekrönung (vermutlich eisernes Kreuz) fehlt, inmitten der vier Säulen pfeilerartiger Block mit Namen der Gefallenen von Zwochau, Flemsdorf, Grabschütz u. a. (unleserlich). | 08972605 |
|                                         | Pfarrhaus | Zwochauer Schulstraße 2 (Karte)             | 1. Hälfte 19. Jahrhundert         | Putzbau mit Satteldach, straßenbildprägendes und ortshistorisch wichtiges Gebäude. Zweigeschossiger, sechsachsiger Bau, Satteldach (einfache Biberschwanzdeckung), Bruchsteinsockel, Erdgeschoss vermutlich Lehm, verputzt, Fensterfaschen durch Nutung angedeutet, vermutlich Fachwerkobergeschoss, Holztraufe, klassizistische originale Haustür, saniert, neue Fenster (denkmalgerecht). | 08972600 |
| Direkt Bild zu diesem Denkmal hochladen | Wohnhaus und zwei Toranlagen eines ehemaligen Vierseithofes                                                                | Zwochauer Schulstraße 21 (Karte)            | Um 1840                           | Gut erhaltenes Beispiel eines Bauernhauses in weitestgehend originaler Bausubstanz, straßen- und ortsbildprägend, baugeschichtlich von Bedeutung. - Bauernhaus: zweigeschossiger, sechsachsiger Bau, Mittelrisalit, Krüppelwalmdach (Biberschwanzdeckung), roter Ziegelsockel, verputzt, Gurtgesims, im Erdgeschoss hölzerne Fenstergewände, Lehm-Erdgeschoss, abgetrepptes Traufgesims, Eichenhaustür, alte Fenster, Obergeschoss mit Ziegel, verblendetes Fachwerk, im Giebel neue Fenster - Einfriedung: beidseitig Pfeiler mit Torbögen, verputzt | 08972599 |

## Tabellenlegende
- Bild: Bild des Kulturdenkmals, ggf. zusätzlich mit einem Link zu weiteren Fotos des Kulturdenkmals im Medienarchiv Wikimedia Commons. Wenn man auf das Kamerasymbol klickt, können Fotos zu Kulturdenkmalen aus dieser Liste hochgeladen werden:
- Bezeichnung: Denkmalgeschützte Objekte und ggf. Bauwerksname des Kulturdenkmals
- Lage: Straßenname und Hausnummer oder Flurstücknummer des Kulturdenkmals. Die Grundsortierung der Liste erfolgt nach dieser Adresse. Der Link (Karte) führt zu verschiedenen Kartendiensten mit der Position des Kulturdenkmals. Fehlt dieser Link, wurden die Koordinaten noch nicht eingetragen. Sind diese bekannt, können sie über ein Tool mit einer Kartenansicht einfach nachgetragen werden. In dieser Kartenansicht sind Kulturdenkmale ohne Koordinaten mit einem roten bzw. orangen Marker dargestellt und können durch Verschieben auf die richtige Position in der Karte mit Koordinaten versehen werden. Kulturdenkmale ohne Bild sind an einem blauen bzw. roten Marker erkennbar.
- Datierung: Baubeginn, Fertigstellung, Datum der Erstnennung oder grobe zeitliche Einordnung entsprechend des Eintrags in der sächsischen Denkmaldatenbank
- Beschreibung: Kurzcharakteristik des Kulturdenkmals entsprechend des Eintrags in der sächsischen Denkmaldatenbank, ggf. ergänzt durch die dort nur selten veröffentlichten Erfassungstexte oder zusätzliche Informationen
- ID: Vom Landesamt für Denkmalpflege Sachsen vergebene, das Kulturdenkmal eindeutig identifizierende Objekt-Nummer. Der Link führt zum PDF-Denkmaldokument des Landesamtes für Denkmalpflege Sachsen. Bei ehemaligen Kulturdenkmalen können die Objektnummern unbekannt sein und deshalb fehlen bzw. die Links von aus der Datenbank entfernten Objektnummern ins Leere führen. Ein ggf. vorhandenes Icon  führt zu den Angaben des Kulturdenkmals bei Wikidata.